# اندیس کوه ناهور
کوه ناهور یک اندیس غیرفلزی است که در حوالی شهر نوده استان خراسان قرار دارد و مادهٔ معدنی موجود در آن، باریت است.  